# Norton Center
Norton Center es un lugar designado por el censo ubicado en el condado de Bristol en el estado estadounidense de Massachusetts. En el Censo de 2010 tenía una población de 2.671 habitantes y una densidad poblacional de 572,3 personas por km².

## Geografía
Norton Center se encuentra ubicado en las coordenadas 41°58′26″N 71°11′18″O / 41.97389, -71.18833. Según la Oficina del Censo de los Estados Unidos, Norton Center tiene una superficie total de 4.67 km², de la cual 4.39 km² corresponden a tierra firme y (5.88%) 0.27 km² es agua.

## Demografía
Según el censo de 2010, había 2.671 personas residiendo en Norton Center. La densidad de población era de 572,3 hab./km². De los 2.671 habitantes, Norton Center estaba compuesto por el 88.54% blancos, el 3.56% eran afroamericanos, el 0.11% eran amerindios, el 3.52% eran asiáticos, el 0.11% eran isleños del Pacífico, el 1.72% eran de otras razas y el 2.43% pertenecían a dos o más razas. Del total de la población el 4.04% eran hispanos o latinos de cualquier raza.